# Reichsbund Deutscher Diplomlandwirte
Der Reichsbund Deutscher Diplomlandwirte e.V. (RDL, auch: RDDL) war eine Interessenvertretung studierter Landwirte in Deutschland. Dieser Verein wurde 1933 gegründet und bestand formal bis 1945, faktisch bis 1943.
Vorgänger des RDL war der im September 1919 in Magdeburg gegründeten Reichsbund akademisch gebildeter Landwirte (RagL); er bestand bis 1932. Nachfolgeorganisation des RDL wurde der Verband Deutscher Diplomlandwirte (VDL), heute: VDL – Berufsverband Agrar, Ernährung, Umwelt e.V.

## Werdegang
Auf dem „15. Reichsbundestag“ des „Reichsbundes akademisch gebildeter Landwirte“ im Jahr 1933 erfolgt dessen Umbenennung in „Reichsbund Deutscher Diplomlandwirte (RDL)“. Die Verbandszeitschrift „Mitteilungen des R.a.g.L.“ erhält den Titel „Der Diplomlandwirt - Mitteilungen des Reichsbundes akademisch gebildeter Landwirte e.V.“.
Durch das „Gesetz über den vorläufigen Aufbau des Reichsnährstandes und Maßnahmen zur Markt- und Preisregelung für landwirtschaftliche Erzeugnisse“ vom 13. September 1933 wurde der Reichsnährstand errichtet. Durch die 1. Durchführungsverordnung zum Reichsnährstandsgesetz wurde der Reichsbund Deutscher Diplomlandwirte dem Reichsnährstand angegliedert, also korporatives und damit beitragspflichtiges Mitglied des Reichsnährstandes.
1943 wird die RDL-Geschäftsstelle (in Berlin) stillgelegt, die Verbandszeitschrift „Der Diplomlandwirt“ stellt ihr Erscheinen ein.
1945 beschlagnahmen die Alliierten das Vermögen des RDL. Noch im selben Jahr erfolgen die ersten Wiedergründungen von berufsständischen Landesverbänden der Diplomlandwirte. 1948 wird der „Verband Deutscher Diplomlandwirte e.V.“ (VDL) gegründet.

## Einige bekanntere Funktionäre und Mitglieder des RDL
Der Oberregierungsrat und SS-Hauptsturmführer Ado Kraemer wurde im Jahr 1932 Geschäftsführer des Reichsbundes Deutscher Diplom-Landwirte in Berlin. Kraemer war auch Schriftleiter der Verbandszeitschrift „Der Diplomlandwirt“.
Der Reichslandwirtschaftsrat und SS-Obersturmführer Hans Bavendamm war von 1922 bis 1945 Mitglied im Reichsbund deutscher Diplomlandwirte (bzw. im Reichsbund akademisch gebildeter Landwirte) und von 1936 bis 1937 Leiter des Landesvereins Pommern des RDL. Bavendamm wurde nach dem Zweiten Weltkrieg, von 1955 bis 1958, Hauptgeschäftsführer des Verbandes deutscher Landwirte (VDL).
Der Agrarwissenschaftler und SS-Unterscharführer Hermann Vogel war Gauführer des Reichsbundes Deutscher Diplom-Landwirte im Gau Süd-Hannover Braunschweig.
Kurt Kummer, SS-Obersturmbannführer, geschäftsführender Direktor der Gesellschaft zur Förderung der inneren Kolonisation und (seit 1937) Ministerialdirektor im Reichsministerium für Ernährung und Landwirtschaft, zugleich Abteilungsleiter im Amt für Agrarpolitik der Reichsleitung der NSDAP, war ständiger Vertreter des Reichsbundes deutscher Diplomlandwirte.
Zu den Mitgliedern des RDL zählte u. a. auch der Biologe Otto Appel.